# Ctimene basistriga
Ctimene basistriga là một loài bướm đêm trong họ Geometridae.